# Tipasa rufocastanea
Tipasa rufocastanea är en fjärilsart som beskrevs av Rothschild 1916. Tipasa rufocastanea ingår i släktet Tipasa och familjen nattflyn. Inga underarter finns listade i Catalogue of Life.